# Mikel Janku
Mikel Janku (* 25. Dezember 1941 in Tirana; † 10. Januar 2019) war ein albanischer Fußballtorhüter.

## Sportkarriere

### Verein
Janku schloss sich 1962 dem Verein FK Partizani Tirana an und spielte bis 1967. Insgesamt gewann er mit Partizani zwei Meistertitel (1963 und 1964).

### Nationalmannschaft
Janku absolvierte zwischen 1964 und 1967 insgesamt neun Länderspiele für die albanische Fußballnationalmannschaft. Sein Debüt gab er am 24. Mai 1964 in einem Qualifikationsspiel zur Weltmeisterschaft gegen die Niederlande. Er nahm auch an Qualifikationsspielen zur Europameisterschaft teil. Sein letztes Spiel für Albanien bestritt er am 17. Mai 1967 gegen Jugoslawien.

## Privates
Im Alter von 17 Jahren wurde Janku zur Ausbildung als Hubschrauberpilot in die Sowjetunion geschickt. Nach dem Abbruch der militärischen Kooperation der beiden Ländern kehrte er 1961 nach Albanien zurück.
Nach dem Ende seiner aktiven Fußballkarriere wandte sich Janku dem Sportjournalismus zu unter arbeitete unter anderem für die Sportzeitung „Sport Ekspres“. Am 10. Januar 2019 verstaeb er im Alter von 77 Jahren.